# Bogatka (wzniesienie)
Bogatka (niem. Reichenberg) – strome wzniesienie (571 m n.p.m.) na północno-zachodnim ramieniu Płoszczania, nad doliną rzeki Kamienna.

## Szlaki turystyczne
U podnóża Bogatki biegną szlaki turystyczne:
- niebieski z Piechowic do Wodospadu Szklarki,
- zielony ze Szklarskiej Poręby Górnej do Michałowic[1].